# Slutpunkt Berlin
Slutpunkt Berlin (engelska: A Dandy in Aspic) är en brittisk spionfilm från 1968 i regi av Anthony Mann.
Filmen är baserad på Derek Marlowes roman med samma namn.

## Handling
En rysk kontraspion i brittisk tjänst beordras till Berlin för att döda sig själv sedan båda sidor funnit honom oanvändbar.

## Rollista i urval
- Laurence Harvey - Alexander Eberlin
- Tom Courtenay - Gatiss
- Mia Farrow - Caroline
- Lionel Stander - Sobakevich
- Harry Andrews - Fraser
- Peter Cook - Prentiss
- Per Oscarsson - Pavel
- Barbara Murray - Heather Vogler
- John Bird - Henderson
- Calvin Lockhart - Brogue